# 다야구

다야 구의 위치

다야구(한국어: 대아구, 중국어: 大雅區, 병음: Dàyǎ Qū)는 중화민국 타이중시의 시할구이다. 넓이는 32.4109 km2이고, 인구는 2015년 8월 기준으로 93,386명이다.

## 교통
- 국도 1호선